# Lachenalia juncifolia
Lachenalia juncifolia är en sparrisväxtart som beskrevs av John Gilbert Baker. Lachenalia juncifolia ingår i släktet Lachenalia och familjen sparrisväxter.

## Underarter
Arten delas in i följande underarter:
- L. j. campanulata
- L. j. juncifolia